# Металопрокатний завод у Александрії
Металопрокатний завод у Александрії – підприємство чорної металургії Єгипту, майданчик якого знаходиться у індустріальній зоні на південно-західній околиці александрійської агломерації.
Проект, який реалізувала компанія Egyptian Steel, став до ладу в 2014 році. Він має два прокатні стани сукупною потужністю 280 тисяч тон котушки та будівельної арматури на рік.
Можливо також відзначити, що Egyptian Steel має два електрометалургійні заводи  у Бені-Суейф та Айн-Сохні, які випускають більше сортової заготовки, аніж потрібно їм самим. 